# Евтушенко, Александр Семёнович
Александр Семёнович Евтушенко (1912 — 1987) — старший сержант Рабоче-крестьянской Красной Армии, участник Великой Отечественной войны, Герой Советского Союза (1945).

## Биография
Родился 21 ноября 1912 года в селе Знаменка (ныне — Валуйский район Белгородской области). Окончил 4 класса школы в 1924 году. Крестьянствовал. В 1935—1937 годах проходил службу в Рабоче-крестьянской Красной Армии в 17-м железнодорожном полку. Демобилизовавшись в декабре 1937 года, вернулся на родину. Работал столяром в промартели имени 1 Мая.
В июне 1941 годах был повторно призван в армию. Воевал на Западном фронте в составе 312-го отдельного сапёрного батальона. 12 ноября 1941 года попал в плен. Бежал 10 апреля 1943 года. С 5 мая 1943 года по 1 июля 1944 года командовал отделением в 113-й партизанской бригаде. После соединения бригады с регулярными частями Красной Армии прошёл проверку в 206-м запасном стрелковом полку и в сентябре 1944 года был направлен сапёром-штурмовиком в 1-ю роту 2-го гвардейского отдельного штурмового инженерно-сапёрного батальона 1-й гвардейской штурмовой инженерно-сапёрной бригады 70-й армии 2-го Белорусского фронта. Отличился во время форсирования Одера.
В ночь с 19 на 20 апреля 1945 года Евтушенко переправил первый десант через Одер в районе населённого пункта Шенинген (ныне — Каменец к югу от Щецина). Всего же он совершил 48 рейсов, переправив в общей сложности 420 бойцов и командиров.
Указом Президиума Верховного Совета СССР от 29 июня 1945 года за «образцовое выполнение боевых заданий командования на фронте борьбы с немецкими захватчиками и проявленные при этом мужество и героизм» гвардии красноармеец Александр Евтушенко был удостоен высокого звания Героя Советского Союза с вручением ордена Ленина и медали «Золотая Звезда» за номером 5557.

Бюст в Валуйках

После окончания войны в звании старшего сержанта демобилизован. Вернулся на родину. Скончался 6 июля 1987 года.
Был также награждён орденом Отечественной войны 1-й степени и рядом медалей.
Бюст Евтушенко установлен в Валуйках.